# Крихана
Крихана (рум. Crihana) — село в Оргеевском районе Молдавии. Является административным центром коммуны Крихана, включающей также сёла Верхние Кукурузены и Сирота.

## География
Село расположено на высоте 84 метра над уровнем моря.

## Население
По данным переписи населения 2004 года, в селе Крихана проживает 575 человек (282 мужчины, 293 женщины).
Этнический состав села:
| Национальность | Число жителей | Процентный состав |
| -------------- | ------------- | ----------------- |
| молдаване      | 573           | 99,66             |
| украинцы       | 1             | 0,17              |
| прочие         | 1             | 0,17              |
| Всего          | 575           | 100 %             |